# Fritz Hilbert

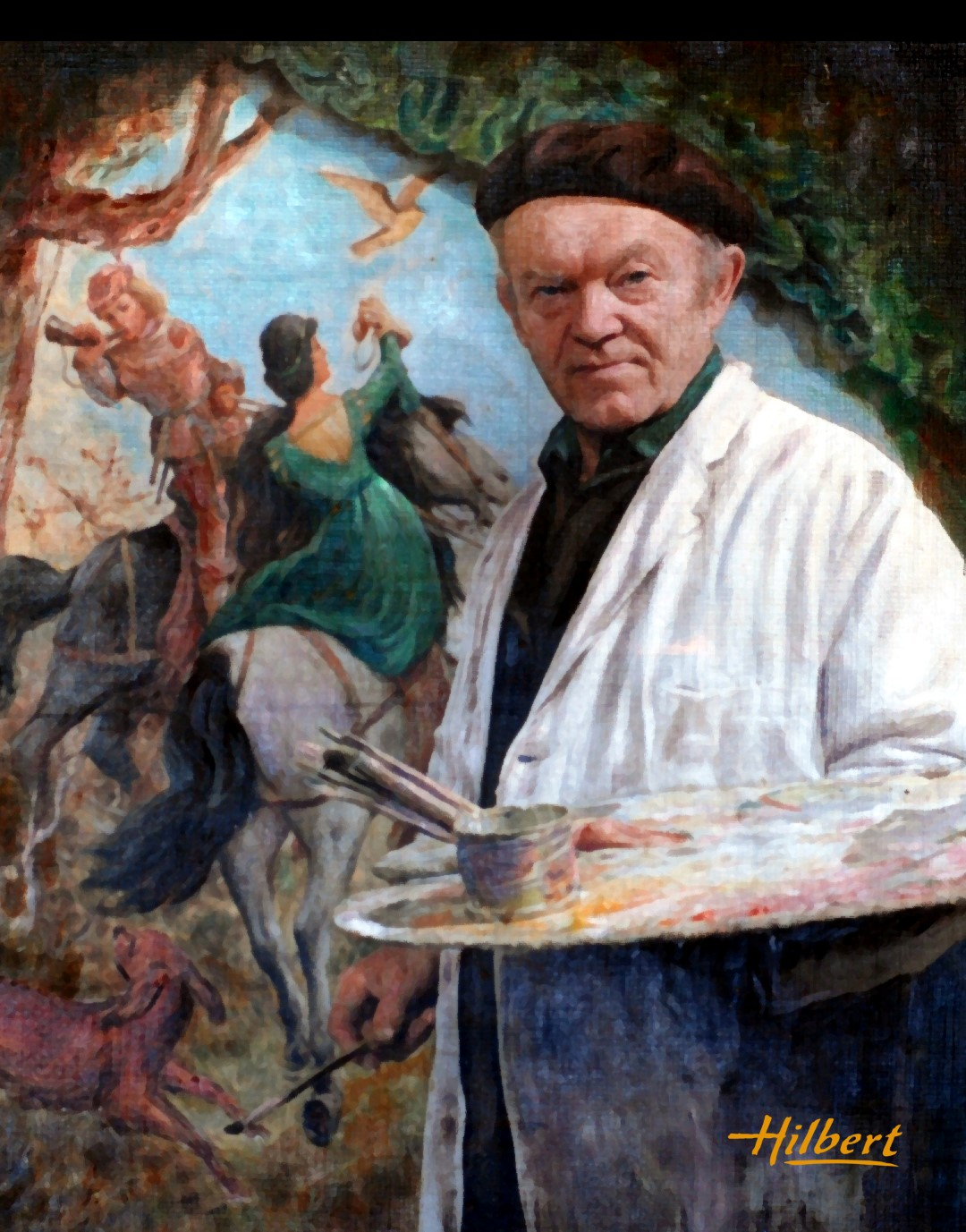
Fritz Hilbert

Fritz Hilbert (* 2. April 1907 in Gehren, Thüringen; † 3. April 1988) war ein deutscher Maler.

## Leben
Seine vierjährige Ausbildung absolvierte er ab 1923 in der Lehrwerkstatt des Kunst- und Schaustellermalers Ludwig Specht.
Im Laufe der Jahre bis Kriegsbeginn malte er für zahlreiche Schausteller und lernte dabei auch seine spätere Ehefrau Else Mendel kennen. Sie war Tochter des Platzmeisters Johann Mendel in Nürnberg, der damals auch Vorsitzender des Süddeutschen Schaustellerverbandes war. Nach der Hochzeit 1930 ging das  Paar zunächst mit einer Kindereisenbahn im Sommer auf Reisen, in den Wintermonaten arbeitete Fritz Hilbert aber wieder als Schaustellermaler.
In Ausübung seiner Tätigkeit reiste er in Länder wie z. B. die Benelux-Staaten, Schweden und Italien. Ab 1940 malte er hauptsächlich für einen Fürther Kunsthändler, der ihn nach der Heimkehr aus der Gefangenschaft in Frankreich unter Vertrag nahm. Allerdings beinhaltete dieser Vertrag einen Passus, der ihm untersagte, weiterhin für Schausteller zu arbeiten. In dieser Zeit müssen unzählige Bilder entstanden sein, deren Verbleib bis heute unbekannt ist. Ungeachtet dessen malte er aber weiter für Schausteller, bis durch einen Radiobericht aus der Steilwandfahrerszene sein Vertragsbruch bekannt wurde. Durch eine gütliche Einigung konnte er sich aus diesem Passus im Vertrag lösen und danach sowohl Ölbilder für den Kunsthandel als auch Schaustellerfassaden malen. Während die Ölgemälde in seinem Atelier im Nürnberger Stadtteil Ziegelstein entstanden, wurden größere Projekte teilweise auch bei den Fabrikanten, oder direkt bei den Schaustellern gemalt.
Fritz Hilbert verstarb einen Tag nach seinem 81. Geburtstag im Kreise seiner Familie.